# Fujin
Pour les articles homonymes, voir Fujin (homonymie).
Fujin (富锦 ; pinyin : Fùjǐn) est une ville de la province du Heilongjiang en Chine. C'est une ville-district placée sous la juridiction de la ville-préfecture de Jiamusi.

## Démographie
La population du district était de 424 491 habitants en 1999.